# Acalypha grandibracteata
Acalypha grandibracteata är en törelväxtart som beskrevs av Elmer Drew Merrill. Acalypha grandibracteata ingår i släktet akalyfor, och familjen törelväxter. Inga underarter finns listade i Catalogue of Life.